# Papara (plat)
Papara (turc, en grec παπάρα) és un plat de la cuina turca fet a base de pa dur i brou de carn vermella. Dins de Turquia és més comú a la Regió de l'Egeu.

## Etimologia
L'etimòleg turc Sevan Nişanyan estableix que no se sap del cert si la paraula ha passat del turc al grec o viceversa.

## Varietats
Papara és un menjar senzill que es fa a manera de sopa o guisat, depenent del gust. En la versió de plat fort se l'enriqueix amb ingredients com carn picada, salsa de iogurt i de tomàquet. La recepta també inclou cebes i verdures. És similar al plat turc denominat tirit.

## En la cultura popular
El papara és conegut pel fet de ser un plat econòmic destinat a aprofitar els pans durs. En la seva versió de sopa, sense espècies, i de vegades amb llet en comptes de brou, és un menjar lleuger per als malalts.
Com que la versió de sopa és més aviat insípida, en turc existeix el refrany "papara yemek" (literalment, menjar papara) que significa ser renyat.